# Campionati mondiali juniores di bob 2003
I Campionati mondiali juniores di bob 2003, diciassettesima edizione della manifestazione organizzata dalla Federazione Internazionale di Bob e Skeleton, si sono disputati il 6 e il 9 febbraio 2003 a Schönau am Königssee, in Germania, sulla pista omonima. La località dell'Alta Baviera sita al confine con l'Austria ha quindi ospitato le competizioni mondiali di categoria per la prima volta nel bob a due uomini e nel bob a quattro.

## Risultati

### Bob a due uomini
La gara si è disputata il 6 febbraio 2003 nell'arco di due manches ed hanno preso parte alla competizione 24 compagini in rappresentanza di 14 differenti nazioni.
| Pos. | Atleti                            | Nazione    | Tempo   | Distacco |
| ---- | --------------------------------- | ---------- | ------- | -------- |
|      | Ruben Feisthauer Norman Dannhauer | Germania-1 | 1:42.10 |          |
|      | Dawid Kupczyk Marcin Płacheta     | Polonia-1  | 1:42.27 | +0.17    |
|      | Andreas Zschocke Lutz Buggel      | Germania-2 | 1:42.35 | +0.25    |
| 4    | Karl Angerer Florian Becke        | Germania-3 | 1:42.53 | +0.43    |
| 5    | Jānis Miņins Juris Latišs         | Lettonia-1 | 1:43.15 | +1.05    |
| ...  | ...                               | ...        | ...     | ...      |

### Bob a quattro
La gara si è disputata il 9 febbraio 2003 nell'arco di due manches.
| Pos. | Atleti                                                            | Nazione    | Tempo   | Distacco |
| ---- | ----------------------------------------------------------------- | ---------- | ------- | -------- |
|      | Ruben Feisthauer Ronny Listner Norman Dannhauer Daniel Hoch-Kraft | Germania-1 | 1:38.77 |          |
|      | Karl Angerer Ronny Satzepfand Stefan Rüdiger Florian Becke        | Germania-2 | 1:39.64 | +0.89    |
|      | Andreas Zschocke Oliver Hüttig Lutz Buggel Thomas Pöge            | Germania   | 1:39.84 | +1.07    |
| 4    | Dawid Kupczyk Mariusz Latkowski Piotr Drozd Marcin Płacheta       | Polonia-1  | 1:39.93 | +1.16    |
| 5    | Francisco Baños Reto Schläpfer Urs Hefti Ralph Baumann            | Svizzera-1 | 1:40.09 | +1.32    |
| ...  | ...                                                               | ...        | ...     | ...      |

## Medagliere
| Posizione | Nazione  | Oro | Argento | Bronzo | Totale |
| --------- | -------- | --- | ------- | ------ | ------ |
| 1         | Germania | 2   | 1       | 2      | 5      |
| 2         | Polonia  | 0   | 1       | 0      | 1      |
| Totale    | Totale   | 2   | 2       | 2      | 6      |